# 清水田龍
清水田龍（日语：／ Shimizuda Ryuu，2001年4月17日—），是日本男演員、模特兒。出生於埼玉縣，身高193公分。

## 外部連結
- 清水田龍的Instagram帳戶
- 清水田龍的X（前Twitter）